# Lucie Satrapová
Lucie Satrapová, född 3 juli 1989, är en tjeckisk handbollsspelare som spelar som målvakt.

## Klubblagskarriär
Lucie Satrapová har tidigare spelat för DHC Slavia Prag från 2006 till 2015 innan hon spelade för tyska Thüringer HC 2015–2016.
År 2016 värvade Kristianstads HK, då nykomlingar i SHE, Satrapova från tyska mästarlaget Thüringer HC, en prestigevärvning för Skåneklubben som har betalat av sig. År 2016 var Satrapova tredje bästa målvakten i Svensk handbollselit räknat i räddningsprocent-ligan med 39 % och en stabil punkt i klubbens försvar. Åren 2018–2020 spelade hon för Paris 92 och bytte 2020 klubb till OGC Nice. Satrapová har spelat bra i klubblaget i Frankrike. I november 2020 ådrog hon sig en svårare knäskada i en match mot Nantes.

## Landslagskarriär
Lucie Satrapová gjorde landslagsdebut 2009 för Tjeckien. Hon hade spelat 30 gånger i landslaget då hon kom med i truppen till EM 2012, hennes första mästerskap. År 2013 spelade hon VM för Tjecken.
Satrapová spelade i EM 2016 i Sverige och var förstahandsval som målvakt för Tjeckien. Speciellt i en match mot Ryssland glänste hon med 18 räddningar.
I VM 2017 i Tyskland överraskade Tjeckien med att slå ut Rumänien i åttondelen och gjorde sedan en jämn match mot Nederländerna i semifinalen. Satrapová var en bidragande orsak till detta.
Lucie Satrapová spelade även i EM 2018 för Tjeckien i Frankrike. I VM 2019 och i EM 2020 har hon inte tillhört truppen till mästerskapen.